# Woodringilla
Woodringilla is een geslacht van weekdieren uit de klasse van de Gastropoda (slakken).

## Soorten
- Woodringilla glyptylus Pilsbry & Olsson, 1951
- Woodringilla solida (Laseron, 1954)